# Харт оф Мидлотиан
«Харт оф Мидло́тиан» (англ. Heart of Midlothian Football Club — «Сердце Мидлотиана») — шотландский профессиональный футбольный клуб из города Эдинбург. Выступает в шотландском Премьершипе — высшем дивизионе в системе футбольных лиг Шотландии. Часто команду сокращённо называют «Хартс» (англ. Hearts — «Сердца»).

## История

### XIX век
Клуб основан в 1874 году; был назван в честь одноимённого произведения шотландского писателя Вальтера Скотта (в русском переводе «Эдинбургская темница»). Здание, в котором образовался футбольный клуб, с середины XVII века носило такое же название — там располагалась тюрьма и эшафот для проведения казней. Позднее там размещался налоговый дом и проводились городские и парламентские собрания. Сейчас здание стоит на том же месте и является историческим памятником Эдинбурга. В Шотландскую футбольную ассоциацию клуб официально вступил в 1875 году. Буквально название клуба означает «Сердце графства Мидлотиан».
Свой первый матч в новообразованной Шотландской футбольной лиге «Хартс» сыграли в 1890 году с «Рейнджерс», проиграв им со счётом 2:5. Уже в следующем сезоне клуб дошёл до финала Кубка Шотландии и победил «Дамбартон», завоевав свой первый серьёзный трофей. Спустя четыре года «Хартс» выиграл свой первый чемпионский титул. На рубеже столетий клуб ещё раз становился чемпионом Шотландии в 1897 году, а также трижды выигрывал Кубок Шотландии.

### 1900—1950-е гг.
До Первой мировой войны клуб выступал довольно успешно, несмотря на потерю ряда ведущих игроков. Но с началом войны (из-за ухода на фронт игроков, многие из которых не вернулись) дела клуба стали ухудшаться. После окончания войны соревнования возобновились, но клуб в основном боролся за выживание. Только в 20-х годах ситуация для «Хартс» нормализовалась, но клуб ещё долго не мог выиграть какого-либо серьёзного трофея, изредка побеждая в локальных турнирах.

### 1950—1970-е гг.
Подъём «Хартс» произошел только в 50-х годах, когда клубу впервые удалось выиграть Кубок шотландской лиги в сезоне 1955 года. А уже в 1956 году клубу удалось вернуть себе Кубок Шотландии, обыграв в финале своего принципиального соперника «Селтик» со счётом 3:1, в присутствии более 133 000 зрителей. В сезоне 1957—1958 «Хартс» после 60-летнего перерыва снова стали чемпионами страны. Тот сезон стал рекордным, клубу удалось забить 132 мяча в 34 играх и набрать 62 очка (по системе 2 очка за победу). Но дебют в Кубке чемпионов для «Хартс» оказался неудачным. Проиграв бельгийскому «Стандарду» по сумме двух встреч со счётом 3:6, «Хартс» в первом же раунде вылетели из турнира. С 1959 по 1960 год «Хартсу» удалось дважды выиграть Кубок лиги, а также завоевать чемпионский титул. Но следующее участие клуба в Кубке чемпионов также закончилось неудачно. В первом же раунде «Хартс» проиграл оба матча португальской «Бенфике», которая впоследствии стала победителем турнира. В период с 1960-х по 1970-е годы клуб входил в число лидеров шотландского футбола, занимая места в верхней части турнирной таблицы, хотя каких-либо достижений за этот период у «Хартс» не было. К концу 1970-х в клубе снова наступил упадок, который привёл к вылету из шотландской премьер-лиги и блужданию в низших дивизионах.

### 1980—2006
В 1980-е годы, с приходом на пост председателя клуба Уоллеса Мерсера, началось возрождение «сердец». Хотя титулы по-прежнему обходили «Хартс» стороной, а в национальном чемпионате для победы не хватало буквально шага. Только в 1998 году обыграв «Рейнджерс» (2:1), клубу, после долгого перерыва снова удалось выиграть Кубок Шотландии. Но при этом выступление команды было далеко от идеального. В дальнейшем «Хартс» захлестнули финансовые проблемы, из-за которых руководству клуба пришлось начать продажу домашнего стадиона «Тайнкасл». Эти меры, в свою очередь, вызвали огромную бурю негодования болельщиков клуба. Только в 2004 году, с приходом в клуб российско-литовского бизнесмена Владимира Романова ситуация наконец выправилась. Приход нового руководства ознаменовал значительные перемены, которые были названы болельщиками «романовской революцией». К огромной радости поклонников «Хартс» была прекращена процедура продажи домашнего стадиона. Усилия Романова привели клуб к новой победе в Кубке Шотландии и второму месту в национальном чемпионате сезона 2005/2006. В результате команде удалось впервые нарушить многолетнюю гегемонию «Рейнджерс» и «Селтик» и получить возможность попасть в Лигу чемпионов через квалификационный раунд.

### 2006—2011
22 марта 2006 года команду возглавил литовский специалист Вальдас Иванаускас, а клуб был укреплён рядом игроков из сборной Литвы. Но еврокубковая кампания клуба в сезоне 06/07 опять окончилась довольно быстро. Обыграв во втором квалификационном раунде Лиги чемпионов боснийский «Широки Бриег» (3:0, 0:0), «Хартс» в третьем раунде проиграл греческому АЕКу (1:2, 0:3). В Кубке УЕФА клуб вылетел в первом раунде, проиграв пражской «Спарте» (0:2, 0:0).
До июля 2008 года клуб тренировали Анатолий Коробочка и Эдуард Малофеев. В последние годы «Хартс» выступал довольно стабильно. При этом добиться каких-либо успехов до сих пор не удалось, несмотря на значительные финансовые вливания.
В эпоху Владимира Романова «Хартс» сменил немало тренеров, среди которых были Джордж Берли (2005), Джон МакГлинн (2005; 2012—2013), Стивен Фрейл (2007—2008), Ласло Чаба (2008—2010), Джим Джеффрис (2010—2011), Паулу Сержиу (2011—2012) и Гари Лок (2013—2014).
В 2011 году у клуба начались серьёзные финансовые проблемы, истоки которых шли с 2007 года, когда «Хартс» имел задолженность и испытывал трудности с выплатой зарплат футболистам в течение нескольких лет (2007—2011). В 2011 клуб был выставлен на продажу.
В сезоне 11/12 «Хартс» выиграл Кубок Шотландии, разгромив принципиальных соперников из «Хиберниана» со счётом 5-1. В квалификации Лиги Европы команда играла против венгерского «Пакша» (5-2 по сумме двух матчей) и «Тоттенхэма» (0-5 по сумме двух встреч).
Годом позже «бордовые» дошли до финала Кубка шотландской лиги, в котором уступили «Сент-Миррену» со счётом 3-2.

### Внешнее управление
17 июня 2013 года «Харт оф Мидлотиан» объявил о том, что подал документы, чтобы войти в процедуру внешнего управления. В этот период клуб не имел права подписывать игроков. Помимо трансферного эмбарго перед сезоном 13/14 с клуба сняли 15 очков.
Руководитель «Хартс» Тревор Бирч умолял фанатов приобрести ещё 3000 абонементов, так как клубу надо было набрать 8000 тысяч фунтов, чтобы избежать ликвидации. В результате было выкуплено свыше 10000 абонементов.
12 июля 2013 года состоялась продажа клуба, две стороны были заинтересованы в приобретении: болельщики клуба — «The Foundation of Hearts» и компания «HMFC Limited». 15 августа клуб перешёл во владение «The Foundation of Hearts». Болельщики ежемесячно жертвовали суммы в фонд клуба.
5 апреля 2014 года «Хартс» выиграл в гостях у «Партик Тисл» в последнем туре плей-офф нижней шестерки со счётом 4-2, но победа конкурентов из «Сент-Миррена» над «Мотеруэллом» (3-2) не позволила команде из Эдинбурга остаться в элите.
12 мая 2014 года Энн Бадж стала председателем клуба. После новых ежемесячных пожертвований от болельщиков была собрана солидная сумма, которая позволила «Харт оф Мидлотиан» выйти из процедуры внешнего управления 11 июня 2014 года и снять трансферное эмбарго.

### Пребывание в Чемпионшипе
Сезон 14/15 «Харт оф Мидлотиан» начал во втором по силе дивизионе Шотландии. Клуб в первом сезоне выиграл Чемпионшип, побив рекорд по забитым мячам (96), набранным очкам (91). Помимо этого, была одержана самая крупная победа в истории данного турнира (над «Кауденбит» со счётом 10-0).

### 2015—2020
После возвращения в элиту «Хартс» занял 3 место в чемпионате. После чего в сезоне 16/17 клуб финишировал на 5 месте и участвовал в квалификации Лиги Европы, пройдя «Инфонет» (6-3), но проиграв «Биркиркаре» (1-2) . В кампаниях 17/18 и 18/19 «Хартс» занимал 6-е места.
25 мая 2019 состоялся финал Кубка Шотландии, в котором «темно-бордовые» проиграли «Селтику» со счётом 2:1.

### 2020 — н.в.
Сезон 19/20 сложился для «Хартс» крайне неудачно: из-за пандемии коронавируса в Шотландии приняли решение досрочно завершить сезон. К тому моменту команда находилась на последнем месте в турнирной таблице. Клуб был понижен в классе, не доиграв 8 туров.
В июне 2020 года было объявлено о возвращении на пост главного тренера Робби Нилсона. «Хартс» провели солидную трансферную компанию и уверенно вошли в новый сезон.
31 октября 2020 года «Хартс» обыграли «Хиберниан» в рамках перенесённого из-за пандемии коронавируса полуфинала Кубка Шотландии 19/20.
20 декабря 2020 года «Хартс» в драматичном финале Кубка Шотландии уступили «Селтику» в серии пенальти (3:3 после дополнительного времени).
По итогам сезона 2020/21 «тёмно-бордовым» удалось вернуться в элиту шотландского футбола с первой попытки.
В сезоне 2021/22 «Хартс» заняли третье место в Премьершипе и вышли в еврокубки. В Кубке Шотландии команда дошла до финала.
Сезон 2022/23: клуб сыграл на групповом этапе Лиги конференций, в чемпионате занял 4 место и снова будет участвовать в данном еврокубке.
Кампания 23/24: Хартс завершили на третьей строчке, таким образом гарантировав групповой этап европейского футбола.

## Текущий состав
| 1  | Шотландия                        | Вр  | Крэйг Гордон                                  | 1982 |  |  |  |  |  |
| 28 | Шотландия                        | Вр  | Зандер Кларк                                  | 1992 |  |  |  |  |  |
| 30 | Шотландия                        | Вр  | Райан Фултон                                  | 1996 |  |  |  |  |  |
|    |                                  |     |                                               |      |  |  |  |  |  |
| 2  | Англия                           | Защ | Фрэнки Кент                                   | 1995 |  |  |  |  |  |
| 3  | Шотландия                        | Защ | Стивен Кингсли                                | 1994 |  |  |  |  |  |
| 4  | Шотландия                        | Защ | Крэйг Холкетт                                 | 1995 |  |  |  |  |  |
| 5  | Шотландия                        | Защ | Джейми Маккарт                                | 1997 |  |  |  |  |  |
| 12 | Норвегия                         | Защ | Кристиан Борхгревинк                          | 1999 |  |  |  |  |  |
| 15 | Австрия                          | Защ | Михаэль Штайнвендер                           | 2000 |  |  |  |  |  |
| 18 | Шотландия                        | Защ | Гарри Милн                                    | 1996 |  |  |  |  |  |
| 19 | Шотландия                        | Защ | Стюарт Финдли (в аренде из «Оксфорд Юнайтед») | 1995 |  |  |  |  |  |
| 31 | Ирландия                         | Защ | Ойсин Макэнти                                 | 2001 |  |  |  |  |  |
|    |                                  |     |                                               |      |  |  |  |  |  |
| 6  | Демократическая Республика Конго | ПЗ  | Бени Банингиме                                | 1998 |  |  |  |  |  |
| 8  | Австралия                        | ПЗ  | Калем Ньювенхоф                               | 2001 |  |  |  |  |  |

| 14 | Австралия    | ПЗ  | Кэмерон Девлин             | 1998 |  |  |  |  |  |
| 16 | Шотландия    | ПЗ  | Блэр Спиттал               | 1995 |  |  |  |  |  |
| 17 | Шотландия    | ПЗ  | Алан Форрест               | 1996 |  |  |  |  |  |
| 22 | Исландия     | ПЗ  | Томас Бент Магнуссон       | 2002 |  |  |  |  |  |
| 24 | Шотландия    | ПЗ  | Финли Поллок               | 2004 |  |  |  |  |  |
| 27 | Норвегия     | ПЗ  | Сандер Картум              | 1995 |  |  |  |  |  |
| 29 | Албания      | ПЗ  | Сабах Керьота              | 2001 |  |  |  |  |  |
|    |              |     |                            |      |  |  |  |  |  |
| 7  | Бельгия      | Нап | Элтон Кабангу              | 1998 |  |  |  |  |  |
| 9  | Шотландия    | Нап | Лоуренс Шенкленд (капитан) | 1995 |  |  |  |  |  |
| 10 | Португалия   | Нап | Клаудиу Брага              | 1999 |  |  |  |  |  |
| 11 | Буркина-Фасо | Нап | Пьерр Ландри Каборе        | 2001 |  |  |  |  |  |
| 21 | Шотландия    | Нап | Джеймс Уилсон              | 2007 |  |  |  |  |  |
| 37 | Гамбия       | Нап | Муса Драмме                | 2001 |  |  |  |  |  |
| 77 | Коста-Рика   | Нап | Кеннет Варгас              | 2002 |  |  |  |  |  |
| 89 | Греция       | Нап | Александрос Кизиридис      | 2000 |  |  |  |  |  |

### Игроки в аренде
| №  |           | Поз. | Имя                                                  | Год рождения |
| -- | --------- | ---- | ---------------------------------------------------- | ------------ |
| 33 | Шотландия | Вр   | Лиам Макфарлейн (в «Аллоа Атлетике» до 30 июня 2026) | 2004         |
| 23 | Шотландия | Защ  | Льюис Нилсон (в «Фалкирке» до 30 июня 2026)          | 2003         |
| 32 | Шотландия | Защ  | Адам Форрестер (в «Сент-Джонстоне» до 30 июня 2026)  | 2005         |
| 41 | Шотландия | Защ  | Кензи Наир (в «Спартансе» до 30 июня 2026)           | 2006         |

| №  |           | Поз. | Имя                                              | Год рождения |
| -- | --------- | ---- | ------------------------------------------------ | ------------ |
| 20 | Англия    | ПЗ   | Ян Данда (в «Данди» до 30 июня 2026)             | 1998         |
| 25 | Шотландия | ПЗ   | Маколей Тэйт (в «Ливингстоне» до 30 июня 2026)   | 2005         |
| 36 | Шотландия | Нап  | Каллум Сэндилендс (в «Монтрозе» до 30 июня 2026) | 2005         |

## Трансферы 2025/2026

### Лето 2025
| Поз. | Игрок                 | Предыдущий клуб     |
| ---- | --------------------- | ------------------- |
| Вр   | Гарри Стоун**         | Эр Юнайтед          |
| Защ  | Льюис Нилсон**        | Сент-Джонстон       |
| Защ  | Стюарт Финдли*        | Оксфорд Юнайтед     |
| Защ  | Кристиан Борхгревинк  | Волеренга           |
| Защ  | Ойсин Макэнти         | Уолсолл             |
| ПЗ   | Эйдан Денхольм**      | Росс Каунти         |
| ПЗ   | Маколей Тэйт**        | Ливингстон          |
| ПЗ   | Финли Поллок**        | Рэйт Роверс         |
| ПЗ   | Сабах Керьота         | Самбенедеттезе      |
| ПЗ   | Томас Бент Магнуссон  | Валюр               |
| Нап  | Элтон Кабангу         | Юнион Сент-Жиллуаз  |
| Нап  | Клаудиу Брага         | Олесунн             |
| Нап  | Александрос Кизиридис | Земплин (Михаловце) |
| Нап  | Пьерр Ландри Каборе   | Нарва-Транс         |

| Поз. | Игрок              | Новый клуб         |
| ---- | ------------------ | ------------------ |
| Вр   | Лиам Макфарлейн*   | Аллоа Атлетик      |
| Защ  | Джеральд Тейлор**  | Депортиво Саприсса |
| Защ  | Кензи Наир*        | Спартанс           |
| Защ  | Льюис Нилсон*      | Фалкирк            |
| Защ  | Адам Форрестер*    | Сент-Джонстон      |
| Защ  | Джеймс Пенрайс     | АЕК (Афины)        |
| ПЗ   | Маколей Тэйт*      | Ливингстон         |
| ПЗ   | Ян Данда*          | Данди              |
| ПЗ   | Эйдан Денхольм     | Ливингстон         |
| ПЗ   | Джордж Грант       | Солфорд Сити       |
| ПЗ   | Барри Маккей***    | Свободный агент    |
| Нап  | Элтон Кабангу**    | Юнион Сент-Жиллуаз |
| Нап  | Каллум Сэндилендс* | Монтроз            |
| Нап  | Ютаро Ода          | Сёнан Бельмаре     |

## Тренерский штаб и руководство
| Должность                             | Имя                |
| ------------------------------------- | ------------------ |
| Главный тренер                        | Дерек Макиннес     |
| Помощник главного тренера             | Майк Гэррити       |
| Помощник главного тренера             | Лиам Фокс          |
| Помощник главного тренера             | Ли Уоллес          |
| Тренер вратарей                       | Пол Галлахер       |
| Менеджер академии                     | Энди Вебстер       |
| Главный тренер команды B              | Лиам Фокс          |
| Помощник главного тренера команды B   | Ангус Бейт         |
| Помощник главного тренера команды B   | Росс Бэллантэйн    |
| Руководитель отдела игровой аналитики | Роберт Макканн     |
| Игровой аналитик                      | Юэн Блонден        |
| Игровой аналитик                      | Томас Уайт         |
| Игровой аналитик                      | Деклан Маккин      |
| Физиотерапевт                         | Крэйг Мэйтленд     |
| Физиотерапевт                         | Клэр Рэнкин        |
| Спортивный учёный                     | Майк Уильямс       |
| Президент                             | Энн Бадж           |
| Генеральный директор                  | Эндрю Маккинли     |
| Неисполнительный директор             | Джеймс Андерсон    |
| Неисполнительный директор             | Эндрю Браун        |
| Неисполнительный директор             | Кевин Уиндрам      |
| Финансовый директор                   | Жаки Данкан        |
| Директор по маркетингу и коммерции    | Катриона Маккаллум |
| Спортивный директор                   | Грэм Джонс         |
| Руководитель отдела подбора персонала | Уильям Лэнсфилд    |
| Главный посол                         | Гэри Локк          |
| Председатель Фонда Хартс              | Джерри Мэллон      |
| Директор центральной службы           | Лесли Блэр         |

## Достижения
- Чемпионат Шотландии
  - Чемпион (4): 1894/1895, 1896/1897, 1957/1958, 1959/1960
  - Вице-чемпион (14): 1893/1894, 1898/1899, 1903/1904, 1905/906, 1914/1915, 1937/1938, 1953/1954, 1958/1959, 1964/1965, 1985/1986, 1987/1988, 1991/1992, 2005/2006
- Кубок Шотландии 
  - Обладатель (8): 1890/91, 1895/96, 1900/01, 1905/06, 1955/56, 1997/98, 2005/06, 2011/12
  - Финалист (9): 1902/03, 1906/07, 1967/68, 1975/76, 1985/86, 1995/96, 2018/2019, 2019/2020, 2021/2022
- Кубок шотландской лиги
  - Обладатель (4): 1954/55, 1958/59, 1959/60, 1962/63
  - Финалист (3): 1961/62, 1996/97, 2012/13
- Чемпионшип
  - Чемпион (3): 1979/80, 2014/15, 2020/21
  - Вице-чемпион (2): 1977/78, 1982/83
- Victory Cup
  - Финалисты (1): 1919
- Edinburgh Football League (1894—1896):
  - Чемпионы (2): 1894-95, 1895-96
- East of Scotland Football League (1896—1907):
  - Чемпионы (7): 1896-97, 1897-98, 1898-99, 1899-00, 1903-04, 1904-05, 1905-06
- Inter City Football League (1899—1904):
  - Чемпионы (2): 1901—1902, 1902-03
- Festival Cup (2002—2004):
  - Обладатели (2): 2003, 2004
- Football World Championship
  - Обладатели (1): 1902

## Клубные рекорды
Посещаемость
- Наивысшая домашняя посещаемость: 53396 с «Рейнджерс», 13 февраля 1932, Кубок Шотландии, «Тайнкасл»
- Наивысшая средняя домашняя посещаемость (за сезон): 28195, сезон 1948—1949, (за 15 матчей)

Отдельный матч
- Самая крупная победа: 21-0 с «Анчором», EFA Cup, 1880
- Самое крупное поражение: 1-8 vs от «Вэйл оф Лэвэ»н[англ.], Кубок Шотландии, 1888

Матчи за клуб и сборную Шотландии
- Наибольшее количество матчей за сборную: Кристоф Берра, 41 за Сборную Шотландии
- Самый молодой игрок, сыгравший в официальном матчей: Скотт Робинсон дебютировал в 16 лет, 1 месяц и 14 дней
- Наибольшее количество матчей за клуб: Гари Макай[англ.], 640 (515 в лиге, 58 в Кубке Шотландии, 46 в Кубке Лиги, 21 в Еврокубках) 1980—1997
- Наибольшее количество матчей за клуб в лиге: Гари Макай[англ.], 515
- Наибольшее количество трофеев: Джон Камминг, 2 титула чемпиона Шотландии, 1 Кубок Шотландии, 4 Кубка Лиги, 1954—1962
- Наибольшее количество голов в рамках лиги: Джон Робертсон, 214, 1983—1998
- Наибольшее количество голов за сезон: Барни Баттлс, 44

Трансферы
- Самый дорогой трансфер: Мирсад Бешлия, £850,000, из «Генка», 2006
- Самая дорогая продажа: Крейг Гордон, £9m, в «Сандерленд», 2007

## Форма

### Домашняя
| 2010/11 | 2011/12 | 2012/13 | 2013/14 | 2014/15 | 2015/16 | 2016/17 | 2017/18 | 2018/19 | 2019/20 | 2020/21 |
| 2021/22 | 2022/23 | 2023/24 |         |         |         |         |         |         |         |         |

### Гостевая
| 2010/11 | 2011/12 | 2012/13 | 2013/14 | 2014/15 | 2015/16 | 2016/17 | 2017/18 | 2018/19 | 2019/20 | 2020/21 |
| 2021/22 | 2022/23 | 2023/24 |         |         |         |         |         |         |         |         |

### Резервная
| 2015/16 | 2016/17 | 2017/18 | 2019/20 | 2021/22 | 2023/24 |

Источники:,